# Friba
La Friba è un piccolo team artigianale nato nel 1984 a Dicomano (FI) per realizzare motociclette da competizione. Il nome deriva dalle iniziali dei due appassionati artefici della progettazione, Lilio Frizzi e Mario Baglioni.
La prima realizzazione ha debuttato nel 1986 equipaggiata di un motore monocilindrico.
L'ultima realizzazione è stata portata al debutto nel motomondiale 2007 utilizzata da Federico Biaggi nel Gran Premio di San Marino del 2007 nella Classe 125 senza ottenere punti validi per la classifica.
Lo stesso pilota ha gareggiato nello stesso anno anche nel Campionato Italiano Velocità della stessa classe arrivando al 4º posto finale, mentre per il 2008 il pilota ufficiale è stato Alessio Capuano che ha concluso la stagione al 12º posto.
Nei due anni successivi il team non ha partecipato a campionati collaborando alla progettazione di alcuni modelli di motociclette, in questo caso destinate al fuoristrada, presentate dai nuovi acquirenti del marchio Ancillotti.
Nella seconda metà del 2010 ha manifestato l'intenzione di ripresentarsi al via delle competizioni del motomondiale con nuovi progetti riguardanti sempre la classe 125 e la nuova Moto2.